# Meiligma impigris
Meiligma impigris är en fjärilsart som beskrevs av Diakonoff 1973. Meiligma impigris ingår i släktet Meiligma och familjen vecklare. Inga underarter finns listade i Catalogue of Life.